# Шутов, Анатолий Александрович
Анатолий Александрович Шутов (1947 — 15 ноября 2013) — советский и российский театральный актёр и режиссёр, заслуженный артист Российской Федерации (1995).

## Биография
Анатолий Шутов окончил Дальневосточный институт искусств во Владивостоке. Актёрскую карьеру начал в Комсомольском-на-Амуре театре драмы. В 1976—1996 годах работал в нём директором и художественным руководителем Комсомольского-на-Амуре драматического театра. В 1993 году окончил Высшие режиссёрские курсы (педагог Владимир Андреев).
В 1996—2007 был директором и художественным руководителем Хабаровского краевого театра драмы.
Как режиссёр поставил более 10 спектаклей в театрах Комсомольска-на-Амуре, Благовещенска, Якутска и Хабаровска. В 1999—2003 годах руководил актёрским курсом Хабаровского государственного института искусств и культуры.
Умер 15 ноября 2013 года на 67-м году.

## Награды
- Заслуженный артист Российской Федерации (1995).

## Работы в театре

### Актёр
- «Дядя Ваня» А. Чехова — Войницкий
- «Невеста из Имеретии» В. Константинова, Б. Рацера — Бекина
- «Бешеные деньги» А. Островский — Телятьев
- «Дальше-дальше» М. Шатрова — Генерал
- «Дама сердца прежде всего» Кальдерона — Дон Феликс
- «Мария Стюарт» У. Шекспира — Мортимер
- «Амур-батюшка» Н. Задорнова — Иван
- «Мышеловка» А. Кристи — Паравичини
- «Энергичные люди» В. Шукшина — Лысый

### Режиссёр-постановщик
- «Любовники из Вернона» (Людмила Разумовская)[3]
- «Ужин по-французски» (М. Камолетти)
- «Папа в паутине» (Рэй Куни)
- «Неуловимый Фунтик» (В. Шульжик)
- «Кадиль» (Владимир Гуркин)
- «Дураки» (Жан Ануй)
- «Союз одиноких сердец» (Л. Зорин)
- «Семейный портрет с посторонним» (С. Лобозеров)
- «Выходили бабки замуж» (Ф. Буляков)